# CeCe-Graphitwerke
Die CeCe Graphitwerke, bis 1923 Graphitwerke AG, war ein Unternehmen zur Herstellung von industriellen Produkten aus Graphit mit Firmensitz und Fabrikation in Affoltern, Zürich. 

## Produkte
Die Firma stellte Elektroden aus Grafit her, wie sie in Lichtbogenöfen verwendet wurden, aber auch Kohlebürsten für Elektromotoren und Generatoren und Karborund. Die Vorgängerfirma Graphitwerke liess 1918 die Marke GRAPHAG für lose und geformten künstlichen Grafit eintragen.

## Geschichte

Die CeCe-Graphitwerke vor der Erweiterung im Jahr 1926

Die Graphitwerke AG meldete 1922 Insolvenz an und wurde von der bayrischen Familie Conradty übernommen. Diese gründete 1923 die CeCe-Graphitwerke. Die Fabrikhallen standen im Dreispitz zwischen Wehntalerstrasse, Bahnstrecke Seebach–Wettingen und der Blumenfeldstrasse. Der künstliche Grafit wurde durch Erhitzen von amorphem Kohlenstoff hergestellt, wofür Elektroöfen verwendet wurden. Das Unternehmen war deshalb zeitweise der grösste Abnehmer von elektrischer Energie in der Schweiz. 1939 und 1944 wurde die Fabrik mit neuen Ofenhallen erweitert, sodass insgesamt vier Hallen genutzt werden konnten. Das Unternehmen galt als vorbildlicher Arbeitgeber mit Wohlfahrtseinrichtungen und Werkskantine. Durch den Betrieb entstanden aber im benachbarten Quartier starke Geruchsbelästigungen und Staubablagerungen.
1990 wurde die Produktion eingestellt. Das Wohlfahrtshaus wurde von Gewerbetreibenden und Künstlern genutzt, die Hallen wurden zu einem Freiraum, der zu einem Treffpunkt von Jugendlichen, Drogensüchtigen und Sprayern wurde. 2004 wurde die Firma aus dem Handelsregister gelöscht und das Gelände an die Leopold-Bachmann-Stiftung verkauft. Die Fabrikhallen wurden bis auf eine abgerissen und das Gelände mit einer Wohnsiedlung überbaut.